# Кайзерські гори
Кайзерські гори (нім. Kaisergebirge, букв. «Імператорські гори») або просто Кайзер, — це гірський хребет у Північних Вапнякових Альпах, Східні Альпи. Він складається з двох хребтів: Цамер Кайзер (нім. Zahmer Kaiser, тобто «Сумирний Кайзер») з півночі та Вільдер Кайзер (нім. Wilder Kaiser, тобто «Дикий Кайзер») з півдня. Весь хребет розташований в австрійській землі Тіроль між містом Куфштайн та ринковим містом Санкт-Йоганн-ін-Тіроль. Кайзерські гори мають одні з найбільш захопливих краєвидів у Північних Вапнякових Альпах.

## Поділ

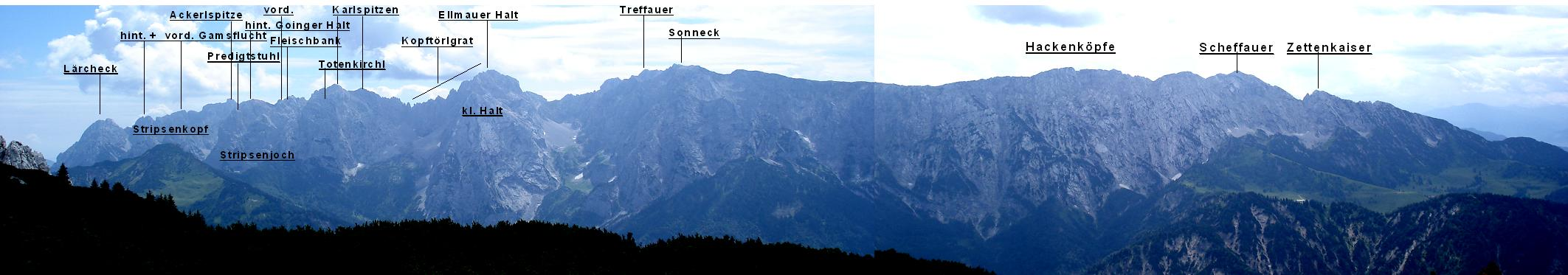
Вільдер Кайзер з півночі з основними вершинами

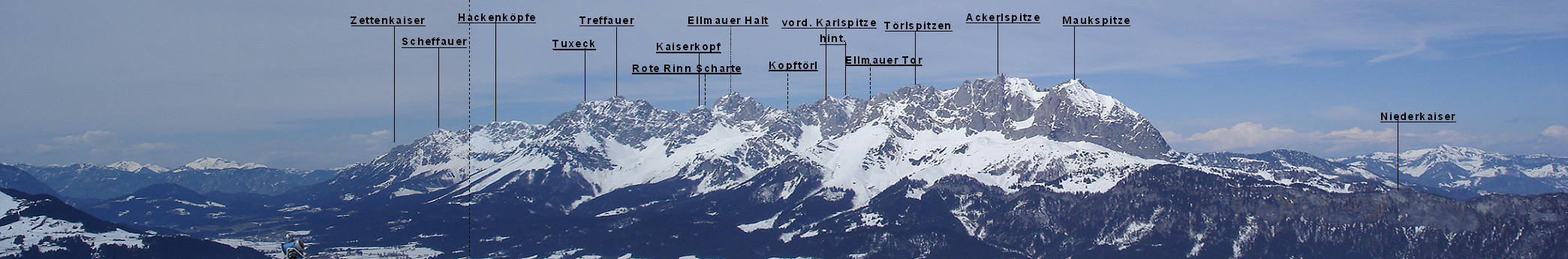
Кайзерські гори з півдня з основними вершинами

Кайзерські гори поділені на Вільдер Кайзер, сформований переважно з голих вапнякових скель, та Замер Кайзер, чия південна сторона майже повністю покрита гірською сосною. Ці два хребти поєднані перевалом Штріпсенйох висотою 1580 м НРМ, на захід від якого вони розділені долиною Кайзерталь, а на схід — долиною Кайзербах. Загалом гори Кайзер простяглися на 20 км у напрямку схід-захід, а в ширину досягають 14 км у напрямку північ-південь, займаючи загальну територію бл. 280 км². Найвища вершина Замер Кайзера ледве сягає 2000 м НРМ, а найвища вершина Вільдер Кайзера — Елльмауер Гальт — 2344 м НРМ. Усього хребти поєднують бл. 40 вершин, серед яких добре відомі для скелелазів Карлшпітце, Тотенкірхль, Фляйшбанк, Предігтштуль, Гоїнгер Хальт, Акерльшпітце та Маукшпітце.

## Природний заповідник
Ще у 1920-х роках окремі приватні природолюбці закликали до більшого захисту унікального природного регіону Кайзера. Головною метою таких закликів було припинити подальший розвиток у цих горах доріг та підйомників. Однак у ті часи ідеї не знайшли підтримки. Лише в 1961 році після референдуму були вирішено створити природний заповідник, який був офіційно відкритий 19 квітня 1963 року. Заповідник покриває всі вершини Вільдер та Замер Кайзера, має територію 102 км² та розташований на висотах від 480 м НРМ. на територіях муніципалітетів Куфштайна, Санкт-Йоханн-ін-Тіроль, Еббс, Елльмау, Гоїнг, Кірхдорф-ін-Тіроль, Шеффау та Вальхзеє. Єдиний підйомник на території заповідника — до перевалу Брентенйох, інші проєкти не були реалізовані через створення заповідника.
Тривалий час йшли суперечки про будівництво дороги у долину Кайзерталь, оскільки вона лишалась єдиною населеною долиною Австрії без доступу дорогою. Нарешті дорога Кайзерталь, яка веде від Еббса через тунель Анна (завдовжки 813 метрів) у Кайзерталь, була відкрита 31 травня 2008 року. Вона була збудована громадою Еббса як приватна дорога, а тому доступ по ній дуже обмежений — для місцевих мешканців і фермерів, органів влади та безпекових організацій.
Флора та фауна природного заповідника дуже багаті — майже 940 видів різних квітучих рослин, 38 видів папоротеподібних та понад 400 видів мхів. Колонії грибів та лишайників налічують 100 та 236 різних видів відповідно. Ліси переважно змішані — бук, ялиця та ялина, на передгір'ї присутні також ясен та явір, а  на сонячних ділянках і вільха. Для альпійських лук типові різні сіножаті й пасовища. У субальпійському регіоні присутні типові напівчагарники — сосна гірська та рододендрони, зокрема рідкісні карликові. Альпійські polsterrasen («подушкові луки») можна побачити аж до вершин. Також існують різні водно-болотні угіддя з типовими для них рослинами.
У результаті процесів льодовикової ери Кайзер  є домівкою для рідкісних, частково ендемічних безхребетних, наприклад Allobobophora smaragdina (жовто-зеленого дощового черва), двірних равликів, а також павуків та метеликів. Типовими хребетними є альпійська та вогняна саламандри, мідянка звичайна, гадюка звичайна (з незвичними окрасами), вовчок сірий, ліскулька та нориця руда. На вищих висотах поширені козиця звичайна, горностай, полівка снігова та заєць білий.
Серед птахів поширені вівчарик жовтобровий, червоногруда мухоловка мала (ендемік Північного Тироля), галка альпійська, крук, ластівка скельна, гаїчка-пухляк, мала чечітка (Carduelis linaria rufescens), тинівка альпійська, альпійський стінолаз, глушець та куріпка тундрова. Хижі птахи Кайзера — яструб великий, яструб малий, беркут, сова сіра, сичик-горобець та сич волохатий.

## Геологія та гідрологія
Кайзер є частиною Північних Вапнякових Альп та складений переважно веттерштайнським вапняком та доломітом. Шар веттерштайнського вапняку має максимальну товщину у 1000 метрів, що відповідає максимальній висоті гірських стін (обривів) Кайзера. Молодші доломіти переважно утворюють дно долин. Великі моренні поля є наслідком Вюрмського зледеніння. У цирку між вершинами Фляйшбанк та Гоїнгер Хальт розташований маленький льодовик, який ймовірно скоро зникне.
Стік води з Кайзерських гір відбувається: з заходу — через струмок Кайзербах (інша назва Штархенбах), що тече через долину Кайзерталь та впадає в річку Інн; зі сходу — через струмок Кайзербах, який тече долиною Кайзербахталь та впадає в річку Гросахе, яка пізніше впадає в озеро Кімзее; з півночі — через струмок Вайсенбах, а з півдня — через річку Вайсахе (з території на захід від вододілу по Елльмауер Тор), що є притокою Інн, та через струмки Гоїнгер Хаусбах та Реттенбах, що впадають у Райтер Ахе, притоку Гросахе.
На самому заході гір розташоване гірське озеро Гінтерштайн, в якому влітку купаються.

## Історія людини в горах
Перше датоване свідчення присутності людини у горах Кайзер — 4000–5000 років тому, а саме останки мисливців Кам'яної доби у печері Тішофер. У тій же печері знайдені свідчення поселення Бронзової доби. Документарні свідчення людських поселень у Кайзерталь у Середньовіччі датуються принаймні 1430 роком — у договорі купівлі у ферми з назвою Хінтеркайзер. Сама назва території «Кайзер» — старіша, принаймні з 1240 року, коли вона з'являється у реєстрі товарів із Кітцбюеля, де йдеться про Gamsgiayt an dem Chaiser. Анотація 1611 року до малюнку на картах Маттіаса Бургкленера зазначає:
Існує домініон Куфштайна Кайзера, дуже високого гірського хребта, який схожий на імперську корону через його багато вершин, а також тому, що здалека він здається закругленим та коронованим.
(оригінал: «Es ist in der Herrschaft Khueffstein der Kayser, ein sehr hoches Gepürg, so einer kaiserlichen Cron gleich ist, seiner vilfeltigen Zinggen halber, dann auch, dass er in der Heche vil Meils Wegs weit, als ob er rund und gekrönt ware, gesehen wird.)
Туристичний напрямок на Кайзері почав розвиватися у другій половині XIX ст. з початком захоплення альпінізмом. Більшість задокументованих перших підкорень вершин Кайзера датуються від того часу до кінця XIX ст. Однак високоймовірно, що до того часу більшість вершин вже були підкорені місцевими, які не вели записів цього. З кінця XIX ст. до початку Першої світової війни вапнякові гірські стіни Вільдер Кайзера були колискою мюнхенського скелелазіння, коли такі відомі піонери цього виду альпінізму, як Ганс Дюльфер, відпрацьовували ту нові техніки та стилі сходження.
Ці деколи орієнтовані на технології стилі сходження впливати на скелелазіння на Кайзері до 1960-х років. У 1977 році було здійснено перше сходження класу VII у системі Міжнародного союзу альпіністських асоціацій — вільне сходження на Райнхарда Карла та Гельмута Кіне на Фляйшбанк. У 1970-х — 1980-х роках у горах Кайзер було відкрито цілий ряд скелелазних маршрутів, деколи дуже складних для спортивного скелелазіння. На поточний час найскладнішим є маршрут «Нове вбрання імператора»  (Des Kaisers neue Kleider, клас X+) пройдений Штефаном Гловашем на вершину Фляйшбанка.

## Важливі вершини
Вершини Вільдер Кайзера:
| - Елльмауер Хальт (2344 м) - Акерльшпітце (2329 м) - Треффауер (2304 м) - Гамсхальт (2291 м) - Карлшпітцен (2281 м) - Зоннек (2260 м) - Регальмшпітце (2253 м) - Гоїнгер Хальт (2242 м) - Маукшпітце (2231 м) - Туксегг (2226 м) - Тьорльшпітцен (2204 м) | - Тотенкірхль (2190 м) - Фляйшбанк (2186 м) - Копфкраксен (2178 м) - Кайзеркопф (2164 м) - Гакенкьопфе (2126 м) - Лерхек (2123 м) - Предігтштуль (2118 м) - Кляйне Хальт (2116 м) - Шеффауер (2111 м) - Міттеркайзер (2011 м) - Цеттенкайзер (1968 м) |

Вершини Цамер Кайзера:

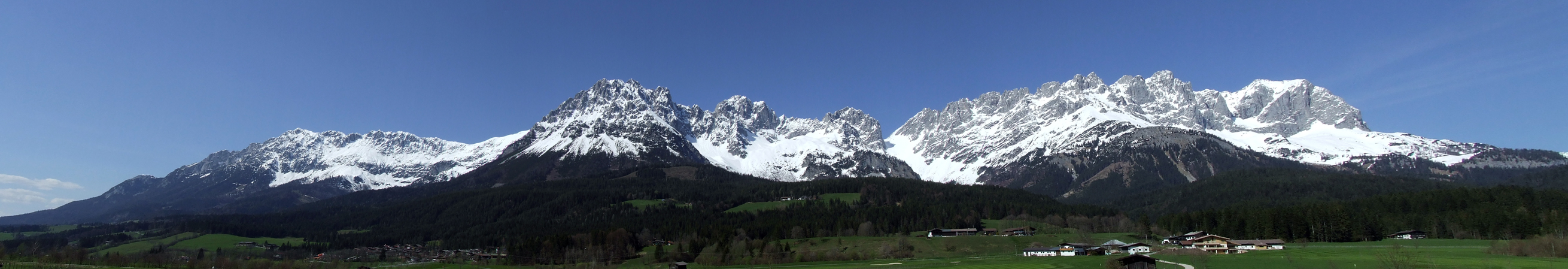
Вид з Елльмау на південну сторону Вільдер Кайзера

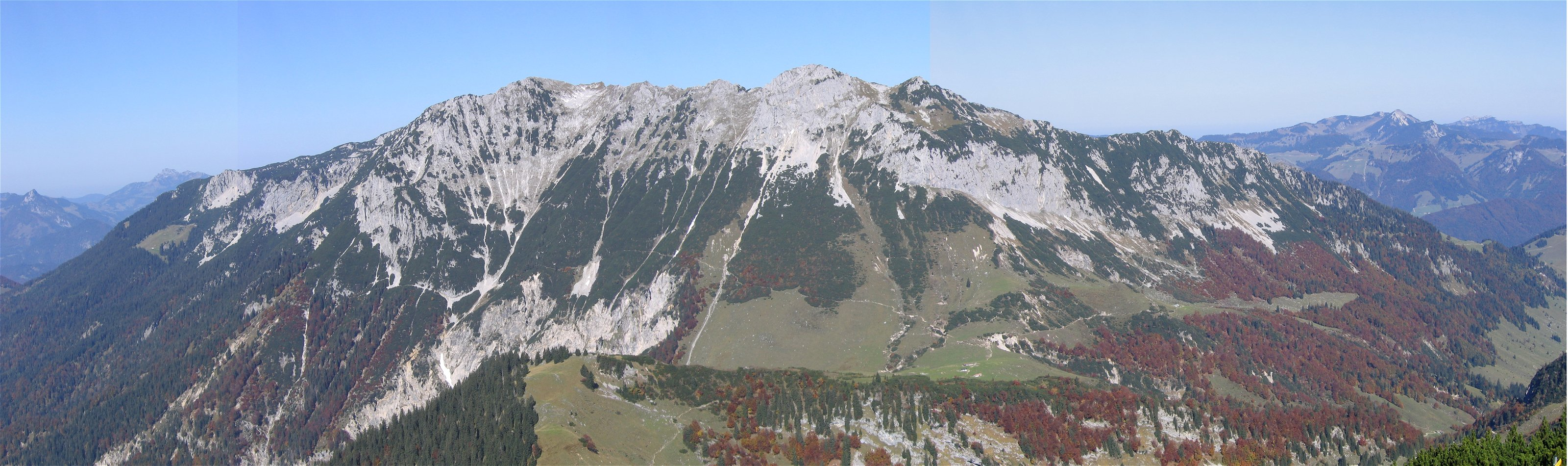
Вид зі Штріпсенкопф на Цамер Кайзер

- Передній Кессельшнайд (2002 м)
- Піраміденшпітце (1998 м)
- Роскайзер (1970 м)
- Елферкогель (1916 м)
- Йовеншпітце (1890 м)
- Фельдберг (1814 м)
- Штріпсенкопф (1807 м)
- Петерскопфль (1745 м)
- Науншпітце (1633 м)

## Галерея

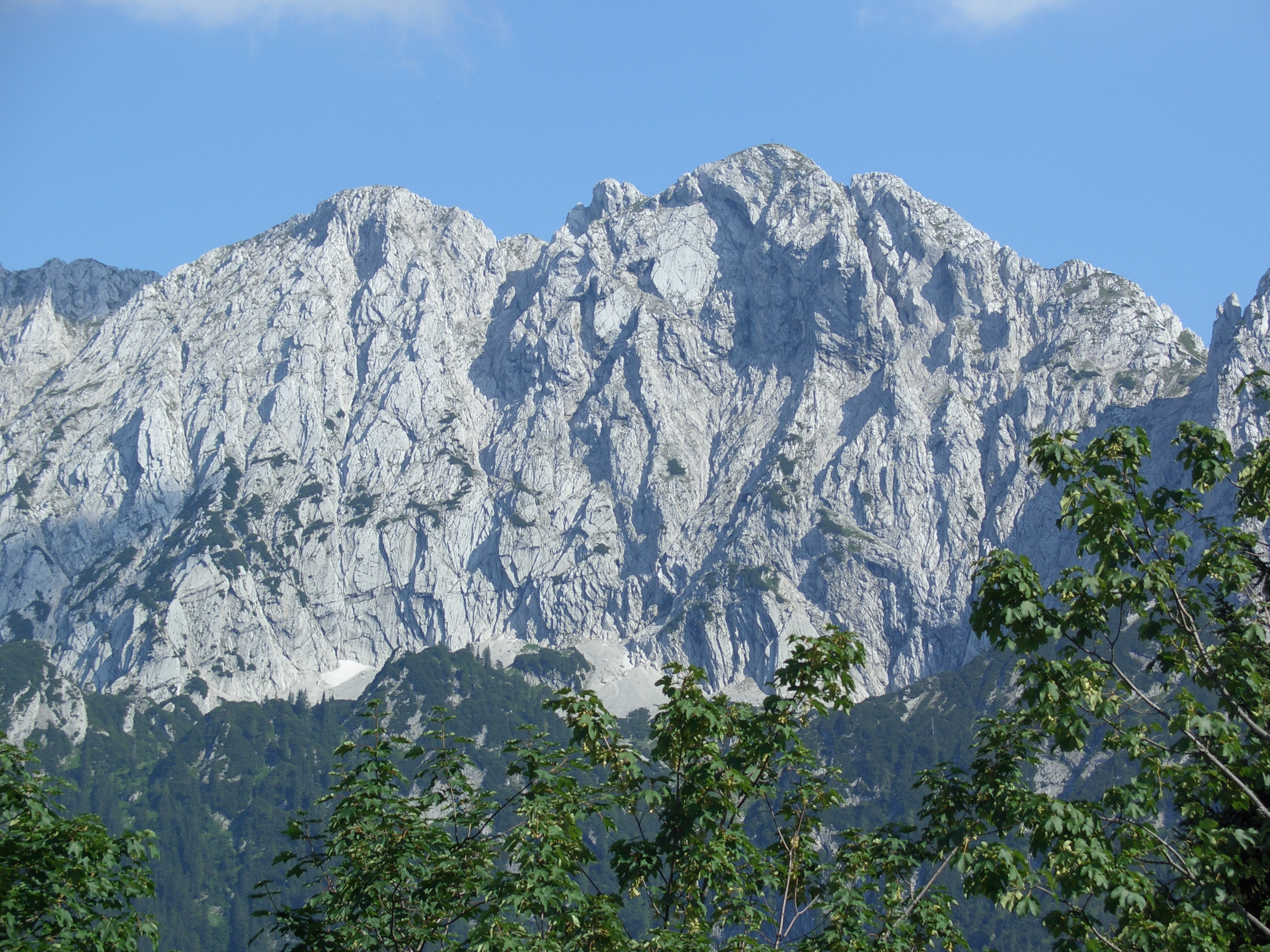
Північна стіна Вільдер Кайзер (Шеффауер)
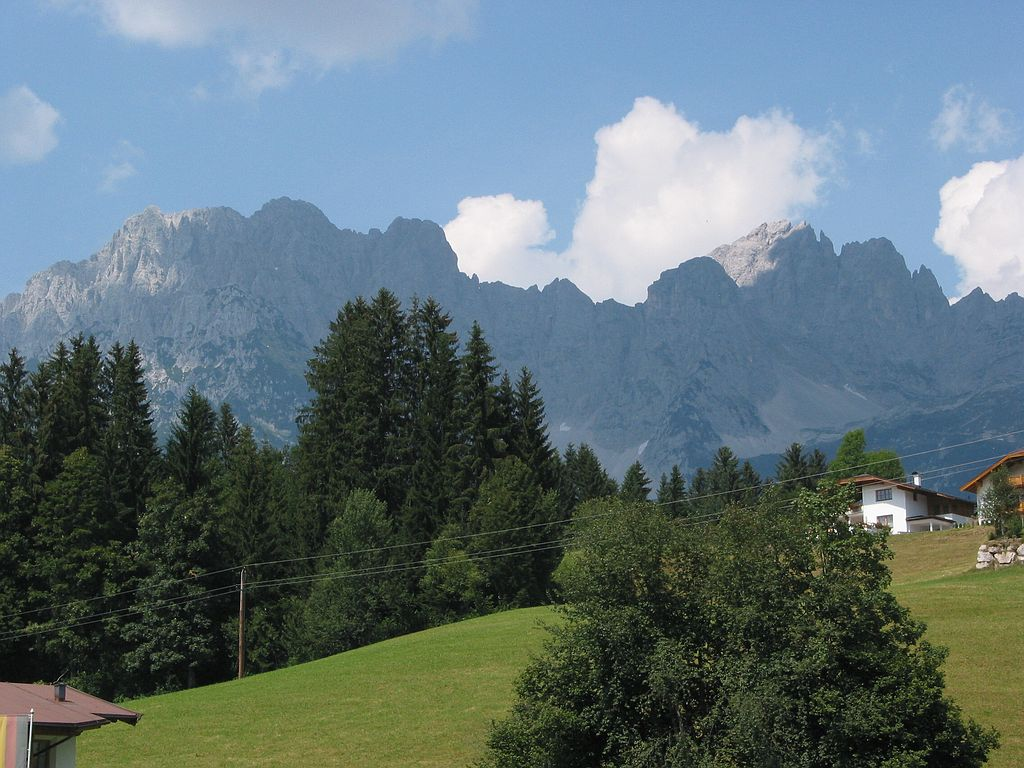
Південна сторона Вільдер Кайзер
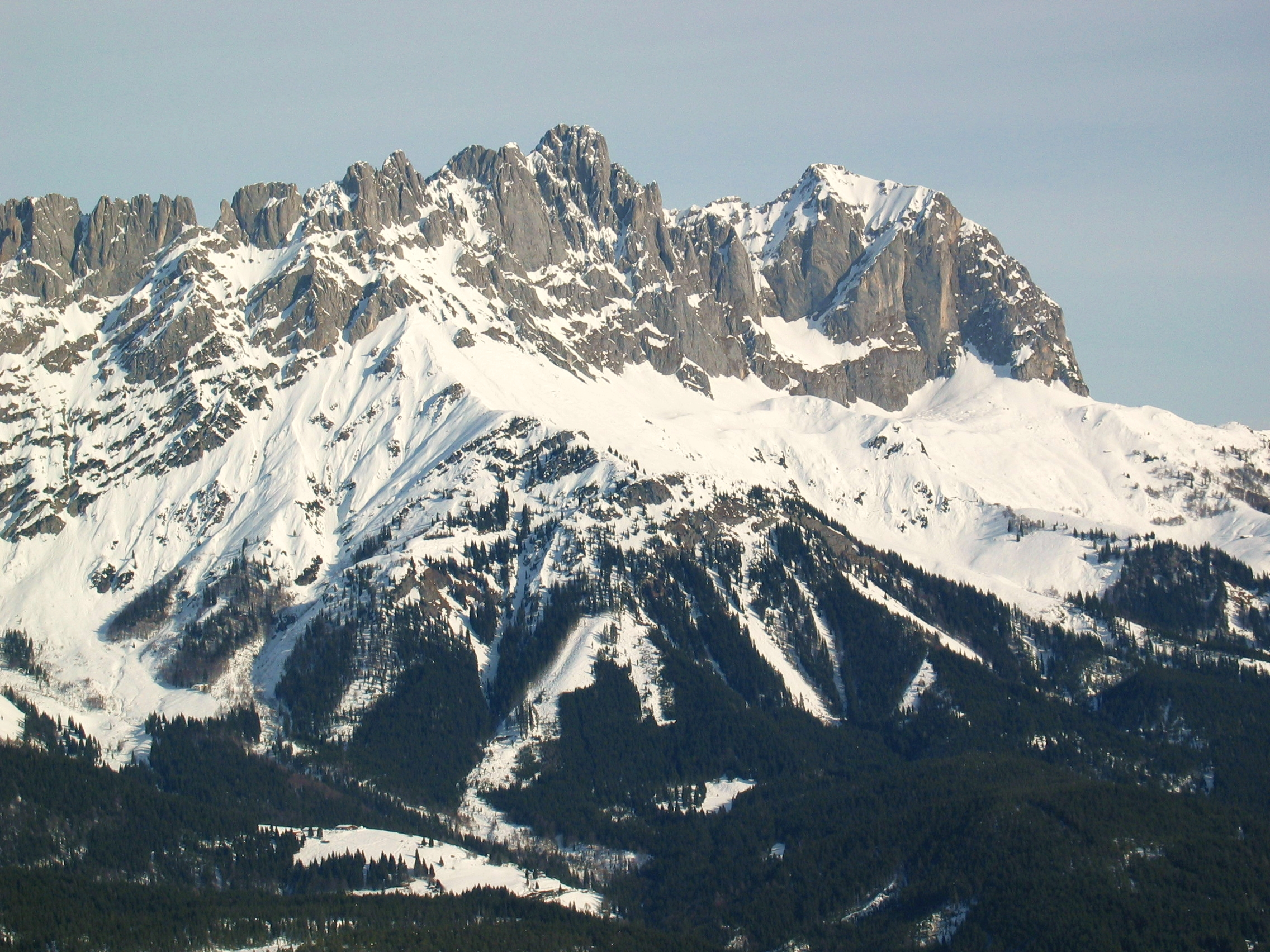
Вільдер Кайзер, південна сторона (Акерльшпітце та Маукшпітце)
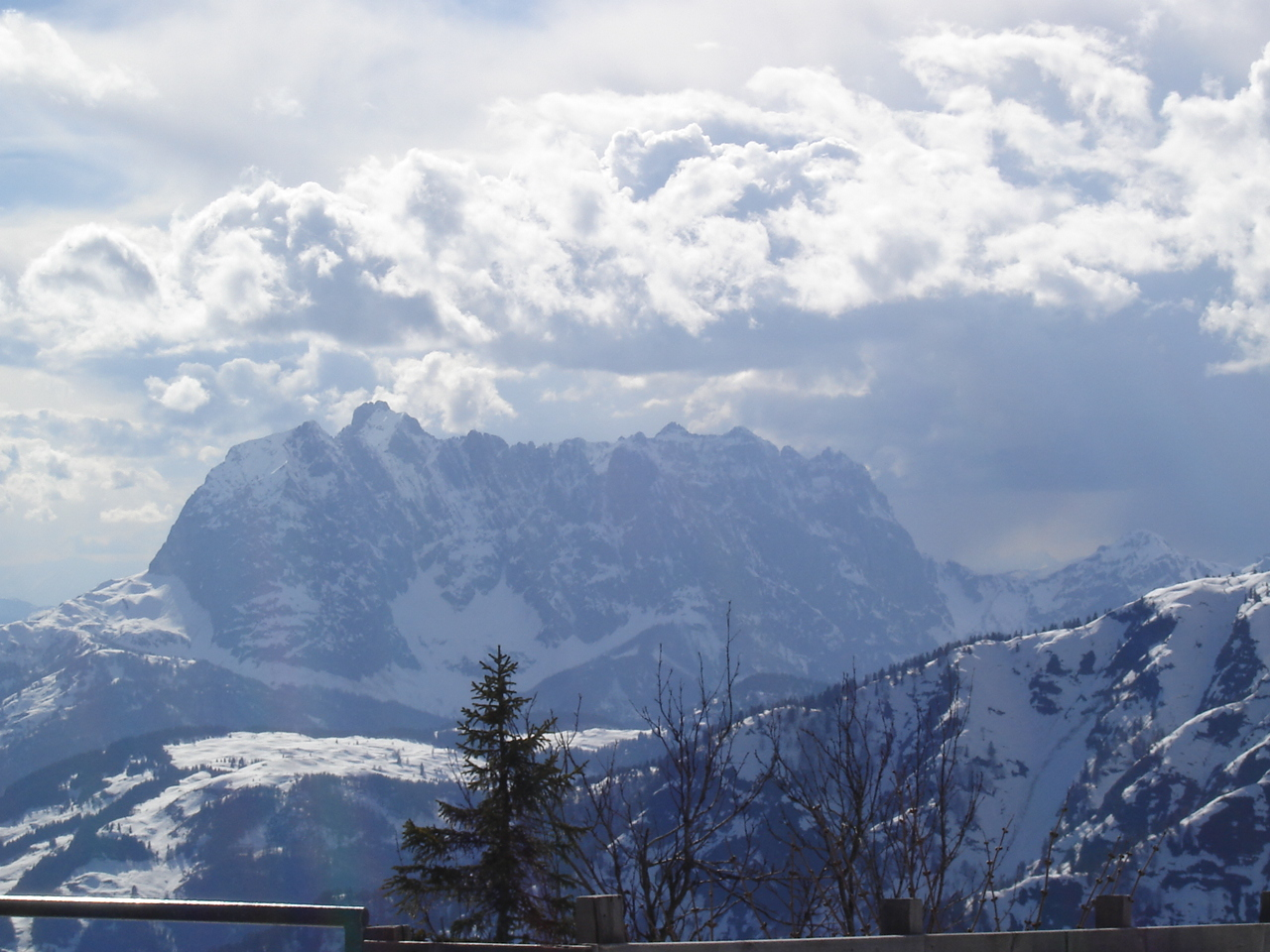
Східна сторона Вільдер Кайзер
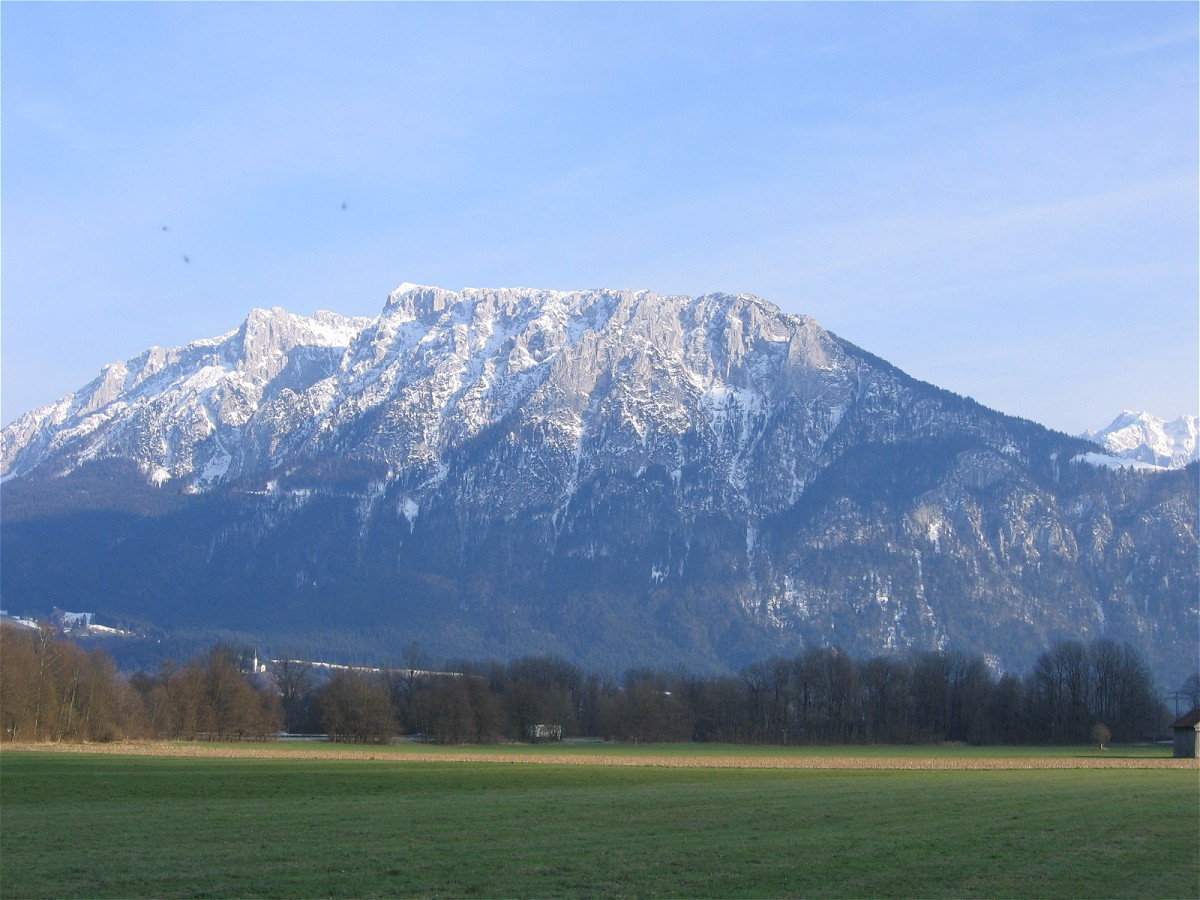
Вид на Цамер Кайзер від Обераудорф
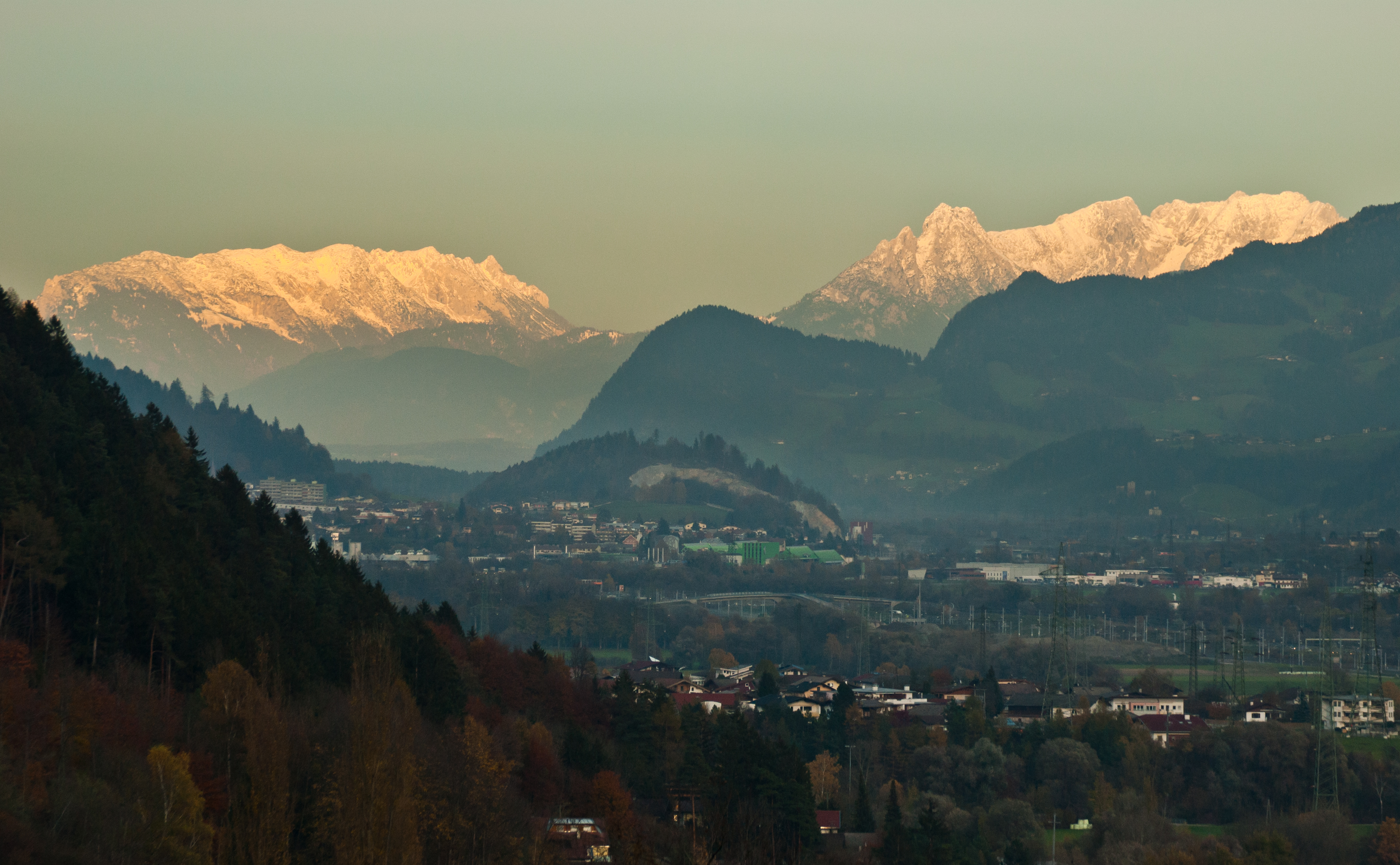
Цамер та Вільдер Кайзер із заходу
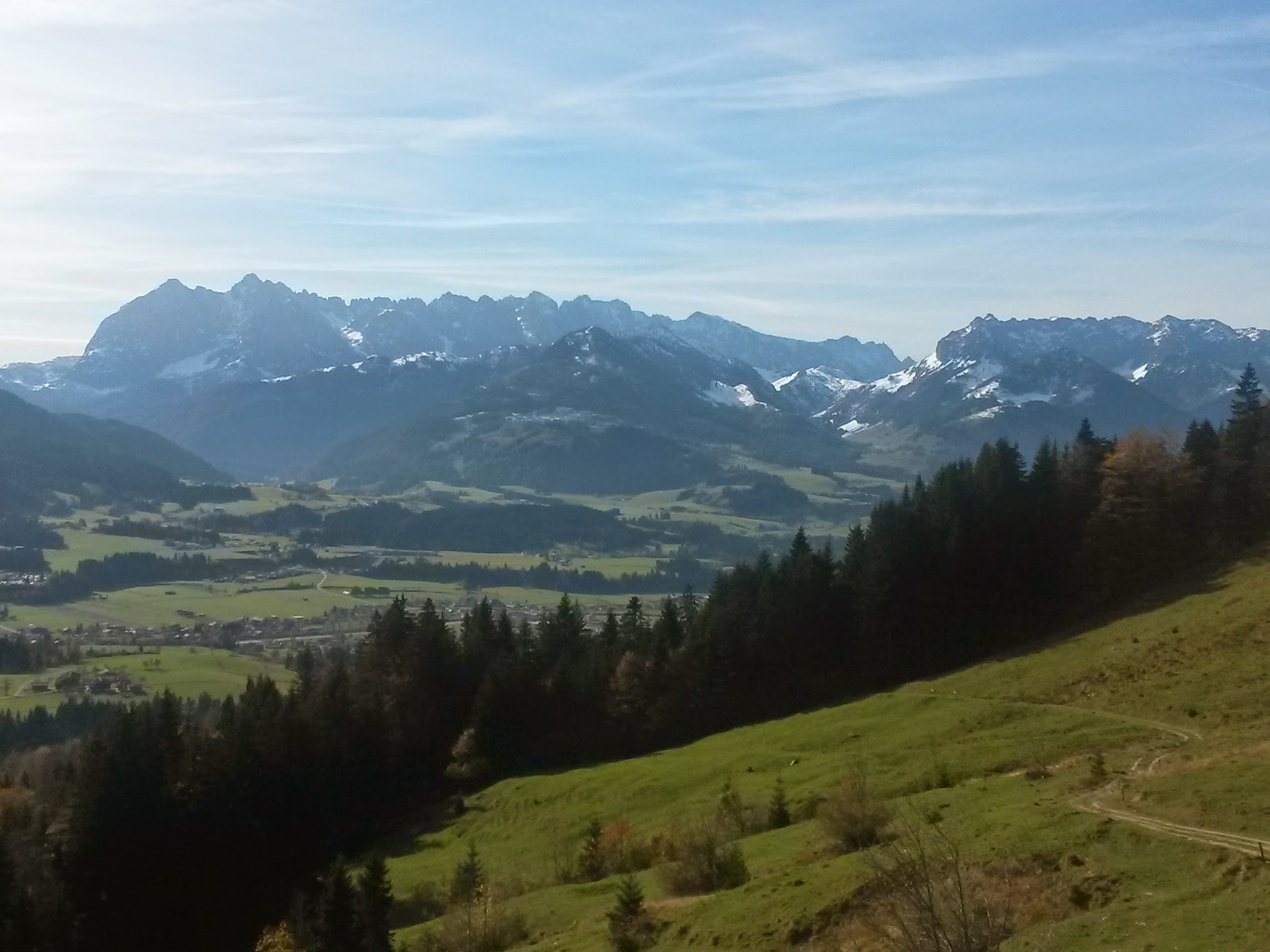
Вільдер та Цамер Кайзер із північного сходу (від Кессену)

## Сусідні гірські групи
Кайзерські гори межують з такими гірськими групами Альп:
- Чімгауські Альпи (на північ)
- Лоферер Штайнберге (на схід)
- Кітцбюельські Альпи (на південь)
- Рофанські гори (на південний захід)
- Баварські Передальпи (на північний захід)

## Гірські прихистки
- прихистки Альпійського клубу: Фордеркайзерфельден, будинок ім. Антона Карга, Штріппсенйоххаус, Гаудеамус, Груттен, ім. Фріца Пфлаума, Акерльхютте;
- приватні прихистки: гірський будинок Ашенбреннер, Брентенйоххютте, будинок Ганса Бергера, Грізнер Альм, Кайндлхютте, Пфандхоф, Рідлхютте, Рітцауальм, Вайтенхоф, Валлеральм, Вайнбергерхаус, ВОхенбруннер Альм

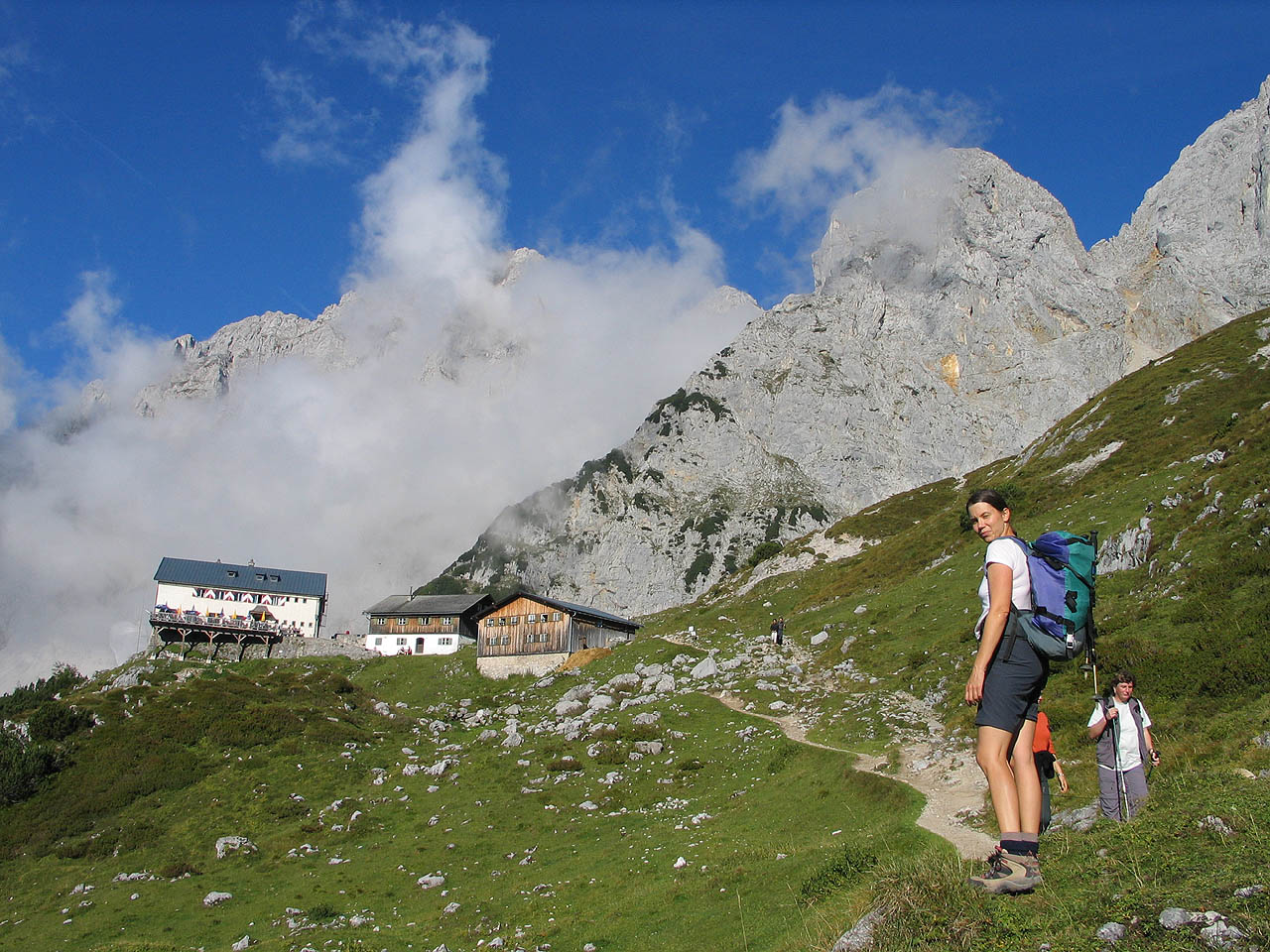
Груттенхютте (1619 м)
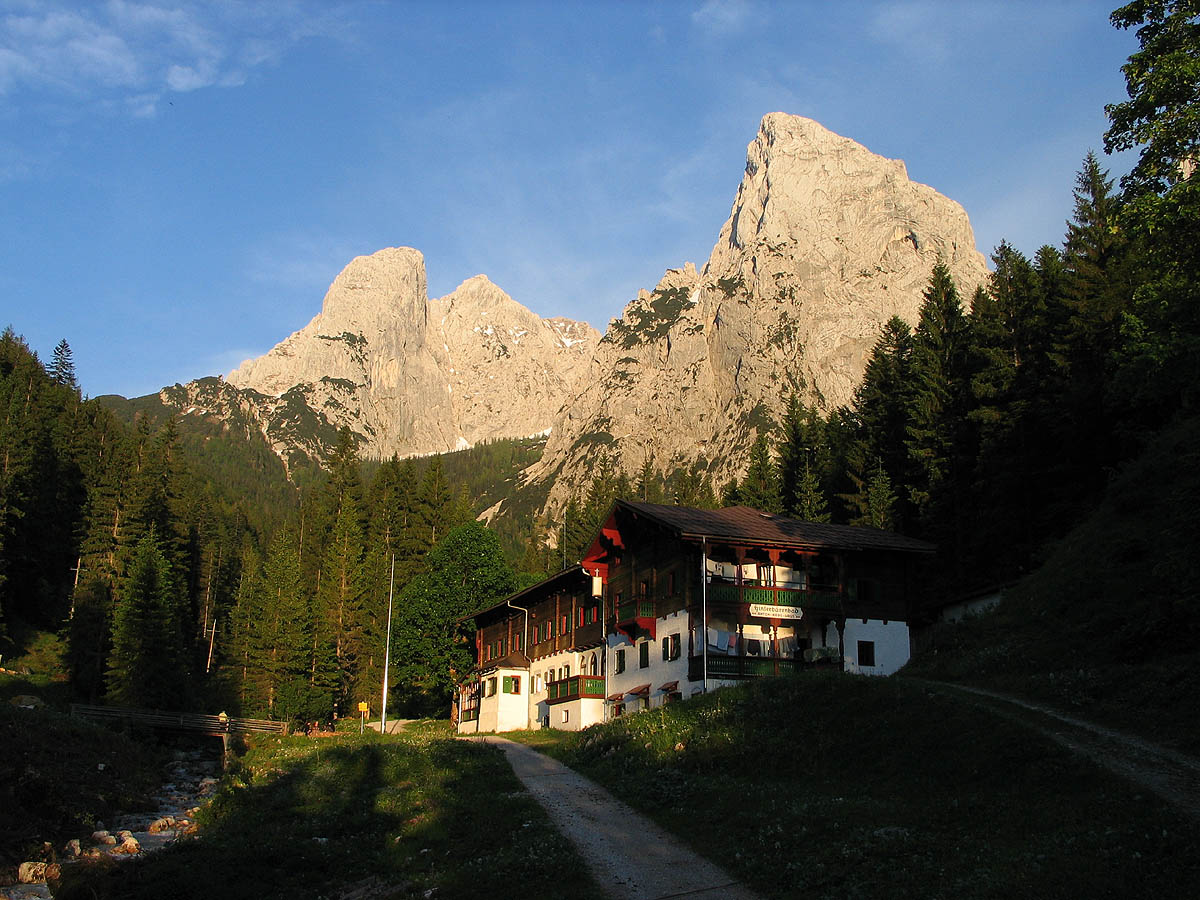
Будинок ім.Антона Карга перед вершинами Тотенкірхль та Кляйне Хальт
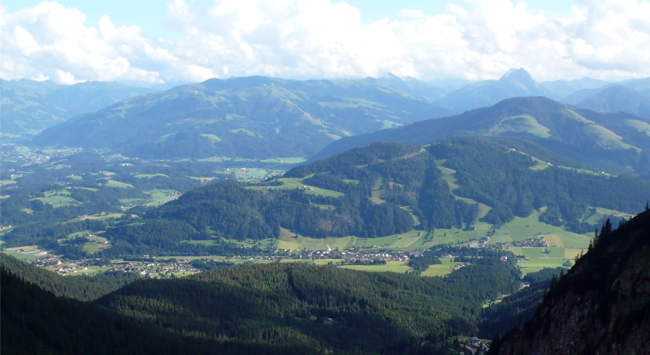
Вид від Груттенхютте

## Поселення у долинах
Куфштайн, Еббс, Дурххольцен, Кіферсфельден, Кессен, Швендт, Зелль, Санкт-Йоганн-ін-Тіроль, Елльмау, Гоїнг, Кірхдорф-ін-Тіроль, Шеффау та Вальхзе